# Triplite
La triplite est un minéral phosphaté rare de formule (Mn,Fe)2PO4(F,OH) ou (Mn,Fe++,Mg,Ca)2(PO4)(F,OH). On la trouve dans les pegmatites granitiques riches en phosphate, généralement sous forme de masses opaques brunes irrégulières. Elle a été décrite pour la première fois en 1813 avec un échantillon provenant de Chanteloube, dans le Limousin en France. Son nom vient du grec triplos pour triple, en référence aux trois directions de clivage. En couleur et en apparence, elle ressemble beaucoup à la rhodocrosite, un autre minéral de manganèse. Chimiquement, elle ressemble à la triploïdite, la différence étant que la triplite est à dominante fluor tandis que la triploïdite est à dominante hydroxyde. Elle forme une série avec la zwieselite. Elle a comme synonyme « rétinbaryte ».
La triplite est une gemme utilisée en joaillerie.

## Occurrence

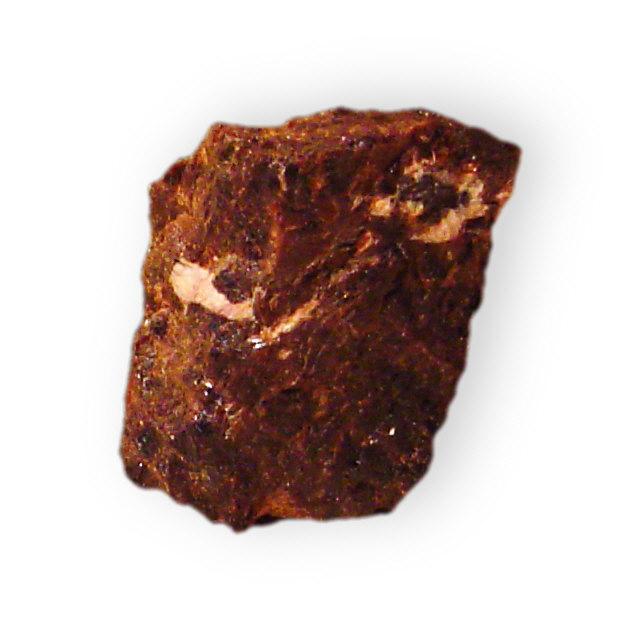
Triplite du Colorado

La triplite est un minéral fluoro-hydroxyde phosphate rare qui se forme dans les pegmatites granitiques riches en phosphate et les veines hydrothermales à haute température. On l'a trouvée aux États-Unis en Californie, au Nevada, en Arizona, au Colorado, dans le Dakota du Sud, en Virginie, dans le Connecticut et dans le Maine. La triplite est présente aussi dans la vallée de Shigar, au Pakistan ; en Chine ; en Bavière en Allemagne ; à Kimito en Finlande et à Karibib en Namibie. La base de données minéralogiques Mindat.org recense plus de 250 gisements dans le monde.